# Kowa
Kowa é uma empresa japonesa criada em 1894 e especializada em comércio e manufatura. Sua sede está localizada em Nagoia, a capital da província de Aichi, no Japão.

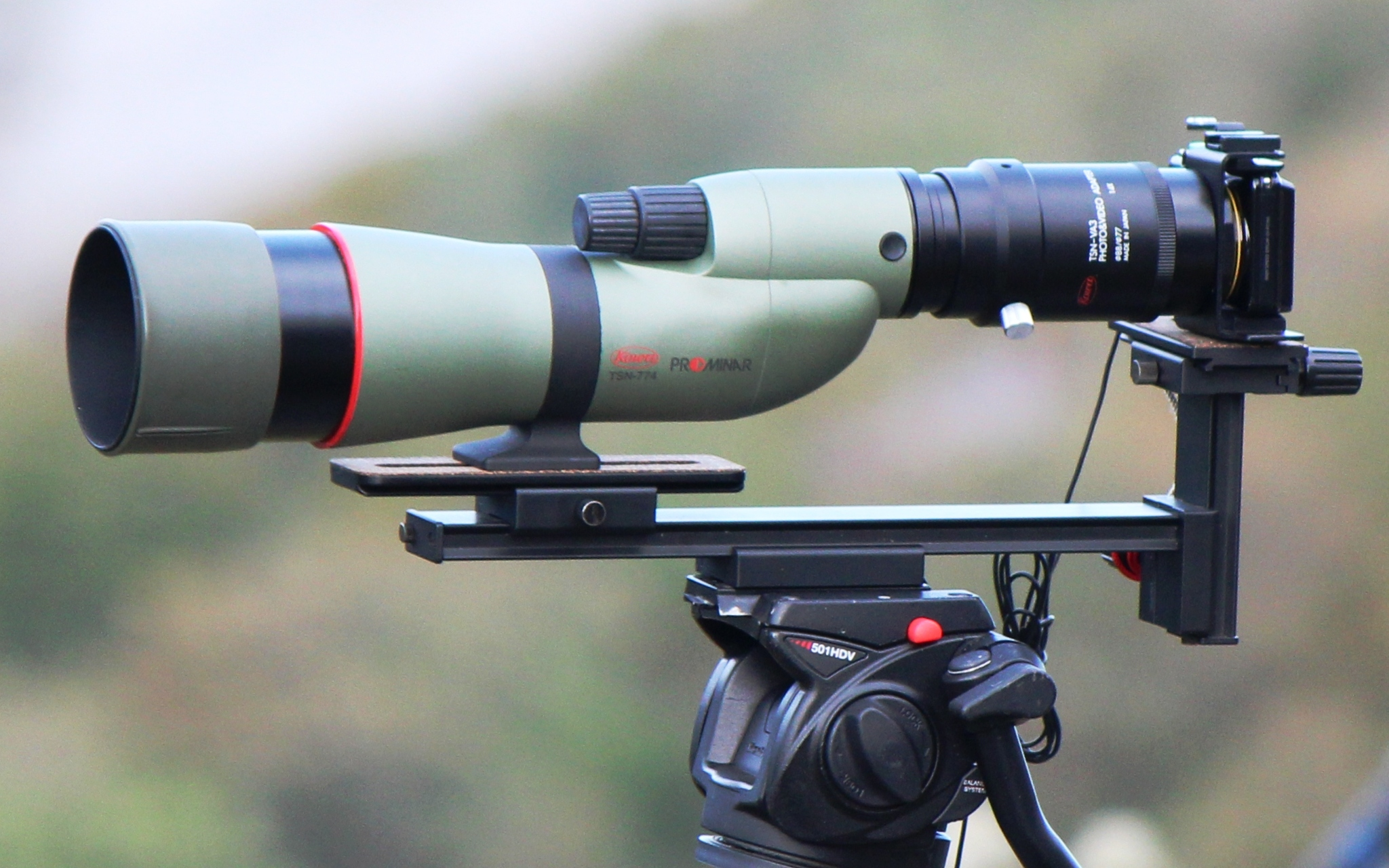
Luneta da marca Prominar, pertencente a Kowa.

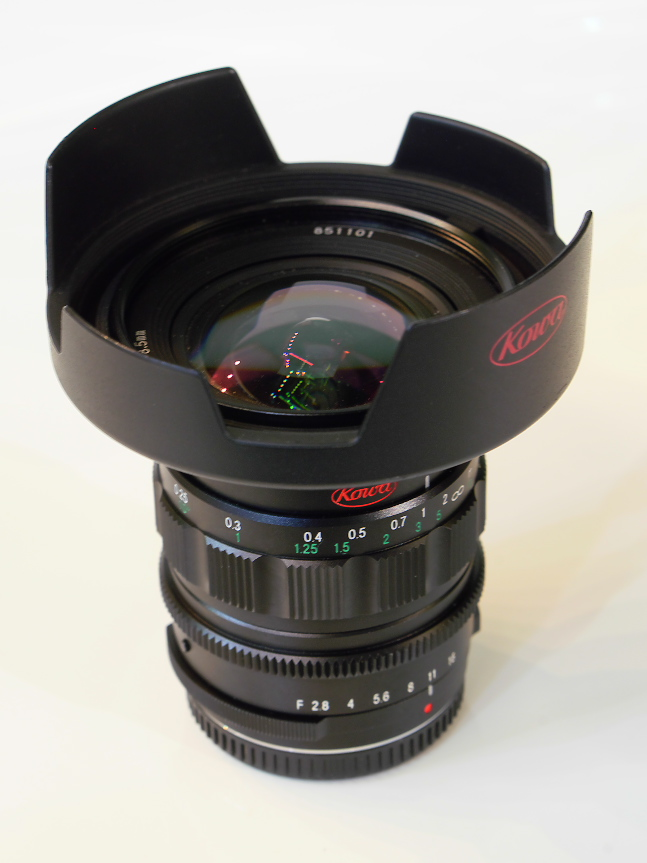
Lente de câmera produzida pela Kowa.

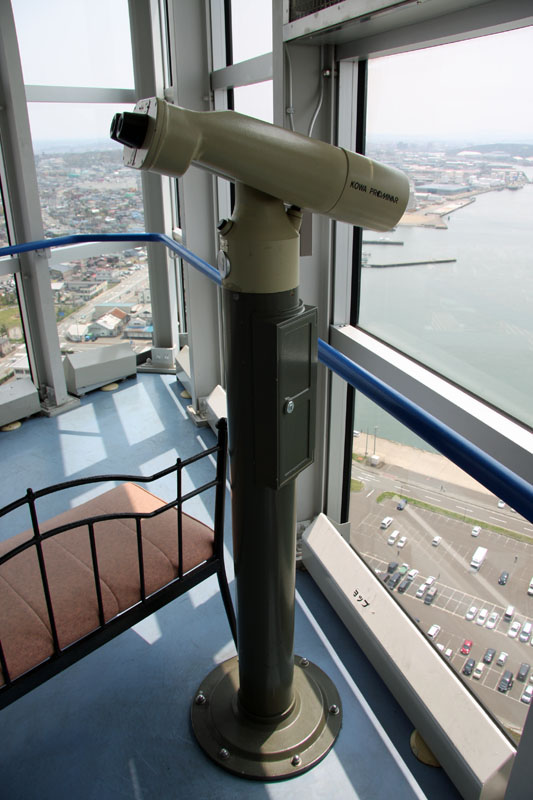
Telescópio de observação da marca Prominar, pertencente a Kowa.

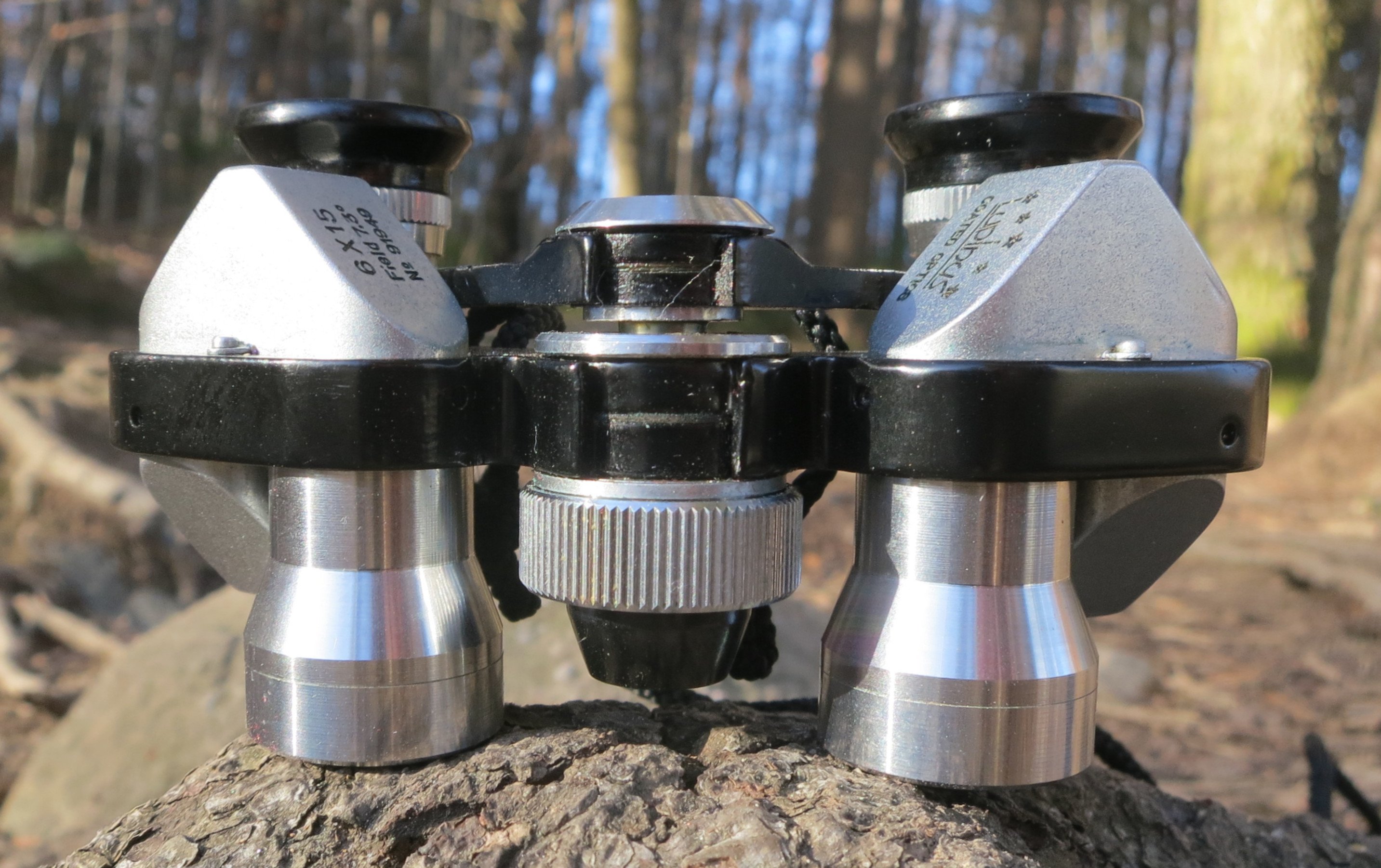
Kowa Lupinus binóculos.

## História
A Kowa foi fundada em 1894 por Hattori Kensaburo em Nagoya, como uma atacadista de tecidos de algodão, sob o nome de "Hattori Kanesaburo Wholesale Store". Em 1912, foi incorporada como Hattori & Co., Ltd., e em 1914 iniciou a fabricação de tecidos de algodão. Em 1919, começou a fiar no Atsuta Factory. Em 1939, a divisão de fiação foi separada para criar a Kaneka Hattori & Co., Ltd., atual Kowa Company, Ltd.
Em 1940, a empresa mudou seu nome para Hattori Co., Ltd., e em 1943 para Kofuku Sangyo Co., Ltd. Em 1945, diversificou-se para a indústria e o setor químico. Em 1946, expandiu-se para o campo de equipamentos ópticos com a construção da fábrica de Gamagori. No ano seguinte, entrou no setor farmacêutico com a construção da fábrica de Nagoya.
A sede foi movida para sua localização atual em 1954, e Kowa Shinyaku Co., Ltd. foi estabelecida. Em 1960, o nome da empresa foi alterado para Kowa Company, Ltd. Em 1964, abriu o Tokyo Research Laboratory, e em 1986 estabeleceu a Kowa Europe GmbH. Em 1989, a Kowa Asia Ltd. foi fundada.
Em 1995, a fábrica de Hamamatsu para a fabricação de dispositivos médicos foi construída. Em 1997, fundou o Kowa Research Institute, Inc., e em 1999 a Kowa Research Europe, Ltd. se tornou subsidiária após aquisição de ações. Em 2003, a Nikken Chemicals Co., Ltd. também se tornou subsidiária e mudou seu nome para Kowa Pharmaceutical Co., Ltd. em 2006.
Em 2008, adquiriu a ProEthic Pharmaceuticals, Inc., renomeando-a para Kowa Pharmaceuticals America, Inc. Nos anos seguintes, diversas outras empresas se tornaram subsidiárias da Kowa. Em 2019, a Kowa Pharmaceutical Co., Ltd. foi estabelecida em Naka-ku, Nagoya, e em 2020 a Kowa Company, Ltd. fundiu a Kowa Shinyaku Co., Ltd. e a Kowa Pharmaceutical Co. Ltd.
Em 2021, a Watabe Wedding Corporation se tornou subsidiária da Kowa Company, Ltd.

## Visão geral
O negócio está dividido em divisões de comércio e manufatura. A divisão de comércio comercializa fibras, máquinas, materiais de construção, embarcações, recursos minerais, materiais químicos e produtos do dia a dia. Enquanto isso, a divisão de manufatura produz medicamentos, equipamentos médicos, instrumentos ópticos e produtos para economia de energia.
O marketing de produtos médicos da Kowa sob marcas como Colgen Kowa e Cabagin Kowa através de comerciais de TV em rede nacional aumentou o reconhecimento da marca da empresa. A empresa também fabrica e vende lentes de câmera, lunetas e equipamentos de vídeo da marca Prominar, que são usados pela NHK e várias estações de TV e rádio comerciais.
A Kowa é a maior acionista das empresas alimenticias japonesas Bull-Dog Sauce Co. e  Meito Sangyo Co., a empresa também foi o acionista da Radio-i, destivada em 2010.